# Igrejinha
Igrejinha là một đô thị thuộc bang Rio Grande do Sul, Brasil. Đô thị này có diện tích 496,8 km², dân số năm 2007 là 31113 người, mật độ 62,63 người/km².